# Hassela kyrka
Hassela kyrka är en kyrkobyggnad i Hassela, som sedan 2014 tillhör Bergsjö församling i Uppsala stift.

## Kyrkobyggnaden
Nuvarande kyrka uppfördes 1823–1826 i Karl Johansstil. När kyrkan togs i bruk övergavs den medeltida stenkyrkan från 1200-talet som låg två kilometer åt sydost, i Hassela kyrkby. Den murade kyrkan består av rektangulärt långhus med utbyggd sakristia i öster samt kyrktorn i väster. Ingångar finns i tornets bottenvåning samt mitt på långhusets sydsida. Den norra portalen murades igen vid restaurering i början på 1950-talet, då också läktarunderbyggnad tillkom. Kyrkans exteriör är välbevarad och typisk för byggnadstiden. Murarna är vitputsade, såväl ut- som invändigt och genombryts av rundbågiga muröppningar. Kyrkorummet präglas framförallt av den genomgripande restaureringen 1951 - 1953, när bland annat det ursprungliga tunnvalvet revs, väggarna isolerades med lättbetongplattor och den fasta inredningen förnyades. Det ljusa, detaljfattiga kyrkorummet - som vid restaureringen erhöll en homogen karaktär - domineras av Gunnar Torhamns monumentala altarmålning från samma tid.

## Inventarier
- Orgeln är tillverkad av Grönlunds Orgelbyggeri och invigdes 1978. Den har 25 stämmor fördelade på två manualer.
- Båda kyrkklockorna, storklockan och lillklockan, göts av Pehr Öberg i Hudiksvall 1802 respektive 1794. Storklockan göts senare om.
- I sakristian finns en medeltida träskulptur från gamla kyrkan föreställande Sankt Lars.

### Orgel
- Före 1925 användes ett harmonium i kyrkan.
- 1925 byggde Gebrüder Rieger, Jägerndorf, Tjeckoslovakien en orgel med 20 stämmor, två manualer och pedal. Orgeln byggdes om 1953-1954 av Åkerman & Lunds Nya Orgelfabriks AB, Sundbybergs köping. Orgeln hade efter ombyggnationen 23 stämmor.
- Den nuvarande orgeln är tillverkad av Grönlunds Orgelbyggeri AB, Gammelstad och invigdes 1978. Den har 25 stämmor fördelade på två manualer. Den är mekanisk med slejflådor och tonomfånget är på 56/30. Fasaden är från 1978.

| Huvudverk I        | Svällverk II        | Pedal          | Koppel |
| Principal 8'       | Flûte Harmonique 8´ | Subbas 16´     | I/P    |
| Rörflöjt 8'        | Gamba 8'            | Oktava 8'      | II/P   |
| Oktava 4'          | Vox Celeste 8'      | Gedackt 8'     | II/I   |
| Spetsflöjt 4'      | Gedackt 8'          | Nachthorn 4'   |        |
| Kvint 2 2⁄3'       | Principal 4'        | Rauschkvint IV |        |
| Oktava 2'          | Piccolo 2'          | Basun 16'      |        |
| Mixtur V-VI 1 1⁄3' | Sesquialtera II     | Skalmeja 4'    |        |
| Trumpet 8'         | Mixtur V            |                |        |
|                    | Bombard 16'         |                |        |
|                    | Oboe 8'             |                |        |
|                    | Tremulant           |                |        |
|                    | Crescendosvällare   |                |        |

### Webbkällor
- anläggningspresentation
- Wikimedia Commons har media som rör Hassela kyrka.